# Colossopus redtenbacheri
Colossopus redtenbacheri är en insektsart som först beskrevs av Brongniart 1897.  Colossopus redtenbacheri ingår i släktet Colossopus och familjen vårtbitare. Inga underarter finns listade i Catalogue of Life.